# آگ
آگ (به مجاری: Ág) یک شهرداری در مجارستان است که در ناحیه هدی‌هات واقع شده‌است. آگ ۱۲٫۰۳ کیلومتر مربع مساحت و ۲۰۹ نفر جمعیت دارد.